# Фотон (завод)
АО «Симферопольская производственно-коммерческая фирма «Фотон» (ранее Симферопольский завод телевизоров имени 50-летия СССР) — бывшее советское и украинское специализированное предприятие по выпуску телевизоров под марками «Лотос», «Крым» и «Фотон». Располагалось в городе Симферополь по ул. Данилова, 43. 
В советское время завод входил в число ведущих предприятий города и одним из крупнейших производителей телевизоров в СССР, к началу 1990-х годов численность работников завода составляла 13 тысяч человек. 

## История
В 1964 году в Симферополе началось строительство завода телевизоров. Уже в 1966 году коллектив завода изготовил первые 500 телевизоров «Лотос». 
Основной продукцией завода являлись чёрно-белые телевизоры «Лотос», «Крым», а затем цветные телевизоры марки «Фотон» (деревянные детали корпуса к ним изготавливал Сарапульский лесозавод).
19 мая 1971 года завод выпустил миллионный телевизор. 
В 1972 году Симферопольскому завод телевизоров было присвоено имя 50-летия СССР.
В 1977 году было создано производственное объединение «Фотон» (ПО «Фотон»), Симферопольский завод телевизоров стал головным предприятием объединения. В состав ПО «Фотон» также вошли СКБ и два филиала в Ворошиловградской области.
В 1978 году завод освоил производство чёрно-белого унифицированного полупроводниково-интегрального телевизора 2 класса «Фотон-225» с потребляемой мощностью в 90 Вт (для сравнения, ламповые потребляли 180). В 1986 году его сменила модель 234 с импульсным блоком питания и потребляемой мощностью, сниженной до 40 Вт при неизменной диагонали экрана в 61 см.
В 1985 году завод выпустил 700 тыс. телевизоров.
В 1987 году завод освоил производство цветного унифицированного телевизора «Фотон 61ТЦ-311Д».
В 1990 году завод освоил выпуск унифицированных чёрно-белых телевизоров «Фотон 61ТБ-301» и «Фотон 61ТБ-302/Д».
В 1991 году завод впервые освоил выпуск цветного телевизора с дистанционным управлением «Фотон 51ТЦ-408Д» в котором применены 8 изобретений НИИ ТА ПО «Фотон».
После провозглашения независимости Украины государственное предприятие было реорганизовано в открытое акционерное общество «Фотон».
До остановки производства в 1997 году завод выпустил 13,4 млн телевизоров, в этом же году началось банкротство предприятия.
В 1999 году завод возобновил работу по выпуску чёрно-белых телевизоров с небольшим кинескопом; позже были предприняты две попытки начать сборку цветных телевизоров (из турецких деталей были собраны 250 телевизоров, из деталей минского завода «Горизонт» — ещё 300), после чего производство телевизоров было окончательно прекращено (численность рабочих в это время составляла 700 человек)
В апреле 2001 г. Фонд государственного имущества Украины по предложению крымских властей начал реструктуризацию «Фотона», но в августе 2002 года приостановил её.
В 2005 году Кабинет министров Украины поручил ФГИУ провести приватизацию «Фотона».
В дальнейшем помещения завода сдавались в аренду в качестве складских помещений. 21 сентября 2011 года на одном из складов произошёл пожар, который охватил 3000 м² площади и причинил материальный ущерб.

## Заводская бейсбольная команда "Фотон"
Телезавод был спонсором и владельцем одной из первых команд по бейсболу в СССР. В 1986 году бейсбол вошел в число олимпийских видов спорта. История крымского бейсбола началась с августа 1987 года, когда была сформирована симферопольская команда «Фотон», костяк которой составили бывшие гандболисты. Развитие игры опекал начальник учебно-спортивного отдела спорткомитета Крыма В. Сухачев. В качестве тренеров-консультантов привлекались студенты ВУЗов Симферополя из Кубы и Никарагуа. 
Среди украинских команд Чемпионата СССР: “Бытовик” и ШВСМ из Киева (в будущем – “Альянс”, многократный чемпион независимой Украины), Одесса, Симферополь, Ильичевск, Луганск, Черновцы, Берегово, было разыграно неофициальное первенство УССР, где команда "Фотон" в 1988 заняла второе место, а в 1990 сборная Крыма на её основе победила в Спартакиаде УССР. 
Заводская команда выступила в высшей лиге Чемпионата СССР по бейсболу 1989 года, где заняла пятое место. В 1990 году команду тренировал лицензированный специалист из Венесуэлы, бывший профессиональный кетчер Виктор Коллина (завод рассчитывался за контракт телевизорами).Под его руководством она вышла в финал первого Кубка СССР по бейсболу, а также завоевала бронзовые медали чемпионата (игроки получили звание мастеров спорта СССР).
В 1993 году выступила на Чемпионате Украины с тремя другими симферопольскими командами. С финансовыми проблемами  предприятия в середине-конце 1990-х прекратила существование. Традиции "Фотона" продолжает бейсбольная команда "Скиф".